# Eich (Hesse rhénane)
Pour les articles homonymes, voir Eich.
Eich est une municipalité allemande située dans le land de Rhénanie-Palatinat et l'arrondissement d'Alzey-Worms.
Elle fait partie de la région historique de la Hesse rhénane.

## Géographie
Eich se trouve sur la rive gauche du Rhin, à environ 15 km au nord-est de Worms. La commune s'étend sur 21,02 km2.
Un grand lac artificiel, l'Eicher See, est situé sur le territoire de la commune. Surnommé la "mer de Hesse rhénane" ou la "« baignoire de Hesse rhénane », ce lac est une attraction populaire pour les loisirs et les activités nautiques.
La commune dispose également d'un bac permettant de traverser le Rhin vers Gernsheim, située sur la rive droite du fleuve.

## Économie et culture
Eich fait partie de la région viticole de la Hesse rhénane, la plus grande région viticole d'Allemagne. Cette région est réputée pour ses vins blancs, notamment le Riesling et le Müller-Thurgau, ainsi que pour ses vins rouges comme le Dornfelder.

## Administration
Le bourgmestre (Ortsbürgermeister) actuel d'Eich est Klaus Willius.

## Démographie
Au 31 décembre 2008, la population d'Eich s'élevait à 3 232 habitants, avec une densité de 154 habitants par km2.

## Lieux et monuments
- Le moulin historique d'Eich, mentionné pour la première fois en 1241
- L'église protestante, construite en 1725
- L'église catholique Saint-Gérard, datant de 1933
- Le bâtiment de l'administration communale (Gemeindeverwaltung)

## Source
- (de) Cet article est partiellement ou en totalité issu de l’article de Wikipédia en allemand intitulé « Eich (Rheinhessen) » (voir la liste des auteurs).